# Hucho
Hucho is een geslacht binnen de onderfamilie van de echte zalmen (Salmoninae) en telt vier soorten.

## Kenmerken
Het geslacht Hucho verschilt van de andere geslachten binnen deze onderfamilie zalmen door de plaatsing van de tanden op de bovenkaak (zonder onderbreking, in hoefijzervorm). Verder hebben de forellen en zalmen uit dit geslacht zwarte stippels op de flanken en nooit witte randen aan de vinnen.

## Verspreiding en leefgebied
Alle soorten op Hucho hucho na komen voor in Azië.
Hucho taimen komt nog sporadisch voor in Europees Rusland en is vooral nog te vinden in Azië (Mongolië en Aziatisch Rusland). Hucho hucho komt zeer plaatselijk nog voor in het stroomgebied van de Donau en verder als uitgezette soort in Poolse rivieren, het Bodenmeer, de Taag en de Rhône.

## Taxonomie
- Hucho bleekeri Kimura, 1934
- Hucho hucho (Linnaeus, 1758) – Donauzalm
- Hucho ishikawae Mori, 1928
- Hucho taimen (Pallas, 1773) – Taimen